# Rhiannon Williams
Rhiannon Williams ist eine australische Jugendbuchautorin.

## Leben
Williams wuchs in Taradale, Victoria auf. Sie studierte Englisch und Geschichte an der Universität Sydney. An der Flinders University erhielt sie einen Bachelor of Creative Arts Honours. 
Ihr Debütroman Ottilie Colter and the Narroway Hunt, den ersten Band ihrer Wild Creatures Trilogie, erhielt den Ampersand Prize, welcher von Hardie Grant Egmont an noch unveröffentlichte Jugendbuchautoren aus Australien und Neuseeland vergeben wird.
Sie lebt heute in Sydney.

## Veröffentlichungen
- Ottilie Colter and the Narroway Hunt. Hardie Grant Egmont, 2018. ISBN 9781760500849.
  - Wild Creatures. Die Jagd von Narroway. cbj Kinderbücher Verlag, München, 2019. ISBN 978-3-570-16558-4.
- Ottilie Colter and the Master of Monsters. Hardie Grant Egmont, 2019. ISBN 9781760500900.
  - Wild Creatures – Schatten über Fort Fiory. cbj Kinderbücher Verlag, München, 2020. ISBN 978-3-570-16559-1.
- Ottilie Colter and the Withering World. Hardie Grant Egmont, 2020. ISBN 9781760501181.
  - Wild Creatures – Die Hexe aus dem Brachmoor. cbj Kinderbücher Verlag, München, 2021. ISBN 978-3-570-16560-7.